# Darío Cvitanich
Darío Cvitanich (Baradero, 16 maggio 1984) è un ex calciatore argentino con passaporto croato, di ruolo attaccante.

## Carriera

### Club
Cresciuto nelle giovanili del Banfield, esordisce in prima squadra il 26 ottobre 2003 nella partita Olimpo-Banfield, terminata 3-1 per i padroni di casa.
Si mette in luce nella stagione 2007-2008, vincendo la classifica cannonieri del torneo di Clausura 2008 con 13 gol.
Al termine della stagione viene formalizzato il suo passaggio all'Ajax per 7 milioni di dollari. Il trasferimento era stato definito il 22 aprile 2008. Il 13 settembre 2009 è l'assoluto protagonista della vittoria dell'Ajax sul NAC Breda, dove ha realizzato 3 dei 6 gol dei lancieri.
Il 9 dicembre 2009 viene ceduto in prestito ai messicani del Pachuca fino al 10 novembre 2010.
Il 15 maggio 2011 vince l'Eredivisie nello scontro diretto vinto per 3-1 contro il Twente. In estate viene nuovamente ceduto in prestito, al Boca Juniors. Segna il suo primo gol il 28 agosto contro il San Lorenzo (1-1). Si ripete il 27 novembre nella vittoria per 1-2 in casa del Godoy Cruz. Il 4 dicembre segna una doppietta nel 3-0 contro il Banfield senza esultare dato i suoi trascorsi nel club biancoverde. Cvitanich in 27 presenze totali di campionato è riuscito a segnare 9 reti. Conclude l'esperienza argentina con la vittoria del campionato e la sconfitta della Libertadores.
Il 6 agosto 2012 passa ufficialmente alla squadra francese del Nizza per 1,5 milioni di euro firmando un contratto triennale. In due anni e mezzo gioca tra campionato e coppe 74 partite segnando 35 gol.
Il 6 gennaio 2015 ritorna al Pachuca a titolo definitivo..

### Nazionale
Nel luglio 2008 annuncia la sua decisione di giocare per la Nazionale croata. Nell'agosto 2008 ha ottenuto il passaporto croato.
Il 14 gennaio 2009 è stato reso noto che non avrebbe potuto giocare per la Croazia, perché le regole FIFA non consentono di giocare in nazionale prendendo la nazionalità dai bisnonni.

## Statistiche

### Presenze e reti nei club
Statistiche aggiornate al 21 aprile 2025.
| Stagione           | Squadra            | Campionato         | Campionato | Campionato | Coppe nazionali | Coppe nazionali | Coppe nazionali | Coppe continentali | Coppe continentali | Coppe continentali | Altre coppe | Altre coppe | Altre coppe | Totale | Totale |
| Stagione           | Squadra            | Comp               | Pres       | Reti       | Comp            | Pres            | Reti            | Comp               | Pres               | Reti               | Comp        | Pres        | Reti        | Pres   | Reti   |
| ------------------ | ------------------ | ------------------ | ---------- | ---------- | --------------- | --------------- | --------------- | ------------------ | ------------------ | ------------------ | ----------- | ----------- | ----------- | ------ | ------ |
| 2003-2004          | Banfield           | PD                 | 4          | 0          | -               | -               | -               | -                  | -                  | -                  | -           | -           | -           | 4      | 0      |
| 2004-2005          | Banfield           | PD                 | 12         | 3          | -               | -               | -               | CS                 | 1                  | 0                  | -           | -           | -           | 13     | 3      |
| 2005-2006          | Banfield           | PD                 | 21         | 5          | -               | -               | -               | CS                 | 2                  | 0                  | -           | -           | -           | 23     | 5      |
| 2006-2007          | Banfield           | PD                 | 25         | 10         | -               | -               | -               | CS                 | 6                  | 2                  | -           | -           | -           | 31     | 12     |
| 2007-2008          | Banfield           | PD                 | 30         | 19         | -               | -               | -               | -                  | -                  | -                  | -           | -           | -           | 30     | 19     |
| 2008-2009          | Ajax               | E                  | 18         | 9          | CO              | 4               | 0               | CU                 | 1                  | 0                  | -           | -           | -           | 23     | 9      |
| ago.-dic. 2009     | Ajax               | E                  | 6          | 4          | CO              | 2               | 0               | UEL                | 3                  | 0                  | -           | -           | -           | 11     | 4      |
| gen.-mag. 2010     | Pachuca            | PD                 | 13+3       | 4+1        | -               | -               | -               | CCL                | 5                  | 1                  | -           | -           | -           | 21     | 6      |
| lug.-dic. 2010     | Pachuca            | PD                 | 14+2       | 8          | -               | -               | -               | -                  | -                  | -                  | NSL+CmC     | 2+2         | 0+2         | 20     | 10     |
| gen.-mag. 2011     | Ajax               | E                  | 6          | 0          | CO              | 1               | 0               | UEL                | 1                  | 0                  | -           | -           | -           | 8      | 0      |
| Totale Ajax        | Totale Ajax        | Totale Ajax        | 30         | 13         |                 | 7               | 0               |                    | 5                  | 0                  |             | -           | -           | 42     | 13     |
| 2011-2012          | Boca Juniors       | PD                 | 27         | 9          | CA              | 2               | 0               | CL                 | 11                 | 1                  | -           | -           | -           | 41     | 10     |
| 2012-2013          | Nizza              | L1                 | 29         | 19         | CF+CdL          | 2+1             | 1+2             | -                  | -                  | -                  | -           | -           | -           | 32     | 22     |
| 2013-2014          | Nizza              | L1                 | 31         | 8          | CF+CdL          | 0+1             | 0+1             | UEL                | 2                  | 1                  | -           | -           | -           | 34     | 10     |
| ago.-dic. 2014     | Nizza              | L1                 | 9          | 3          | CF+CdL          | 0+1             | 0+1             | -                  | -                  | -                  | -           | -           | -           | 10     | 4      |
| Totale Nizza       | Totale Nizza       | Totale Nizza       | 69         | 30         |                 | 5               | 5               |                    | 2                  | 1                  |             | -           | -           | 76     | 36     |
| gen.-mag. 2015     | Pachuca            | PD                 | 7+4        | 1+1        | cMX             | 0               | 0               | CCL                | 0                  | 0                  | -           | -           | -           | 11     | 2      |
| lug.-nov. 2015     | Pachuca            | PD                 | 3          | 0          | cMX             | 2               | 2               | -                  | -                  | -                  | -           | -           | -           | 5      | 2      |
| Totale Pachuca     | Totale Pachuca     | Totale Pachuca     | 37+9       | 13+2       |                 | 2               | 2               |                    | 5                  | 1                  |             | 4           | 2           | 57     | 20     |
| 2016               | Miami FC           | NASL               | 26         | 9          | USOC            | 1               | 0               | -                  | -                  | -                  | -           | -           | -           | 27     | 9      |
| 2017               | Banfield           | PD                 | 16         | 9          | CA              | 2               | 1               | -                  | -                  | -                  | -           | -           | -           | 18     | 10     |
| 2017-2018          | Banfield           | PD                 | 18         | 9          | CA              | 1               | 0               | CL+CS              | 4+2                | 2+0                | -           | -           | -           | 25     | 11     |
| ago.-dic. 2018     | Banfield           | PD                 | 13         | 5          | CA              | 0               | 0               | -                  | -                  | -                  | -           | -           | -           | 13     | 5      |
| gen.-apr. 2019     | Racing Club        | PD                 | 10         | 3          | CA              | 1               | 0               | CS                 | 2                  | 0                  | CdS         | 4           | 0           | 17     | 3      |
| 2019-2020          | Racing Club        | PD                 | 17         | 3          | CdL             | 2+3             | 0               | CL                 | 6                  | 0                  | TC+CdS      | 1+1         | 0+0         | 30     | 3      |
| 2021               | Racing Club        | PD                 | 16         | 1          | CA+CdL          | 1+8             | 0+1             | CL                 | 2                  | 0                  | SA          | 1           | 0           | 28     | 2      |
| Totale Racing Club | Totale Racing Club | Totale Racing Club | 43         | 7          |                 | 15              | 1               |                    | 10                 | 0                  |             | 7           | 0           | 75     | 8      |
| feb.-mag. 2022     | Banfield           | PD                 | 0          | 0          | CA+CdL          | 0+6             | 0+1             | CS                 | 4                  | 0                  | -           | -           | -           | 10     | 1      |
| Totale Banfield    | Totale Banfield    | Totale Banfield    | 139        | 60         |                 | 9               | 2               |                    | 19                 | 4                  |             | -           | -           | 167    | 66     |
| Totale Carriera    | Totale Carriera    | Totale Carriera    | 380        | 143        |                 | 41              | 10              |                    | 52                 | 5                  |             | 11          | 2           | 484    | 160    |

## Palmarès

### Club

#### Competizioni nazionali
- Campionato olandese: 1

Ajax: 2010-2011
- Campionato argentino: 1

Racing Club: 2018-2019
- Trofeo de Campeones de la Superliga Argentina: 1

Racing Club: 2019

#### Competizioni internazionali
- CONCACAF Champions League: 1

Pachuca: 2009-2010